# جو دي سينا
جو دي سينا (بالإنجليزية: Joe De Sena)‏ هو رائد أعمال وكاتب أمريكي، ولد في 2 يناير 1969 في كوينز في الولايات المتحدة.